# فيصل إقبال
فيصل إقبال (6 أغسطس 1992 في باكستان - ) هو لاعب كرة قدم باكستاني في مركز الدفاع. شارك مع منتخب باكستان لكرة القدم. أما مع النوادي، فقد لعب مع National Bank of Pakistan FC ‏.

## وصلات خارجية
- فيصل إقبال على موقع قاعدة بيانات كرة القدم.إي يو (الإنجليزية)
- فيصل إقبال على موقع ناشيونال فوتبول تيمز (الإنجليزية)
- فيصل إقبال على موقع GSA (الإنجليزية)